# Espècie amenaçada

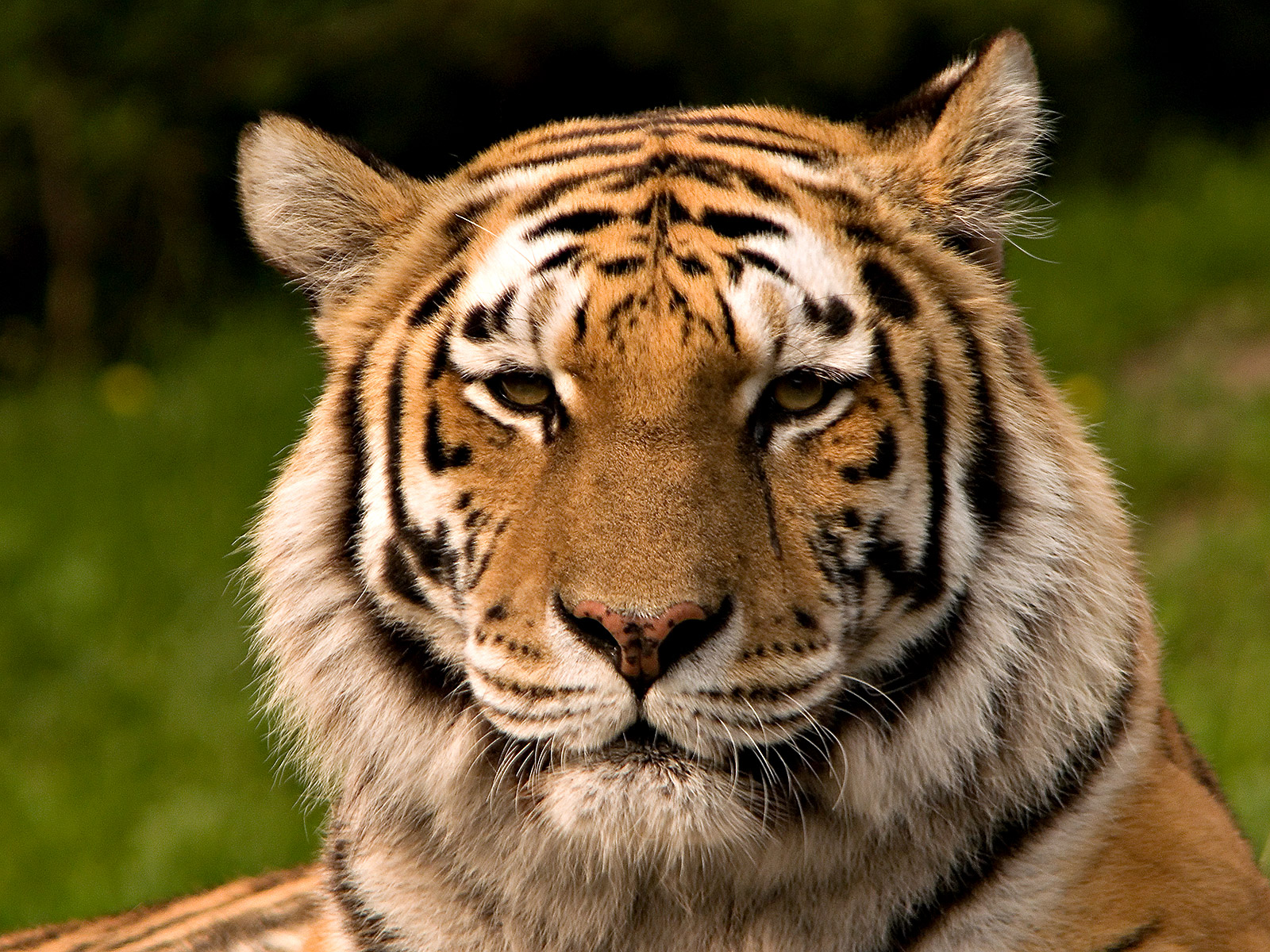
El tigre siberià és una subespècie de tigre en perill crític; dues subespècies de tigre ja estan extingides.

En termes generals, una espècie amenaçada  (de fauna o flora) és aquella que podria arribar a trobar-se en perill d'extinció si segueixen operant factors que ocasionen deteriorament o modificació de l'hàbitat o que disminueixen les seves poblacions.
Per tal que els termes d'espècie amenaçada o d'espècie en perill puguin ser útils a efectes científics o de conservació, aquestes espècies han de ser classificades en aquestes categories seguint uns criteris predeterminats que disminueixin al màxim la subjectivitat de la categorització.
L'organització UICN (International Union for Conservation of Nature and Natural Resources) determina en les espècies que avalua i que compten amb dades suficients, el grup d'espècie amenaçada subdividit en les categories, amb increment del risc, de vulnerable, en perill i en perill crític.
La dinàmica de les poblacions biològiques fa que l'estat de conservació d'algunes espècies s'hagi de reclassificar al llarg del temps. Per exemple, la saiga d'estepa (Saiga tatarica) de l'Àsia central ha disminuït la població des d'un milió d'exemplars el 1993, a només 50.000 el 2008 i ha passat en aquests anys de la categoria de mantingut amb mesures de conservació a la de perill greu. També hi ha espècies com el talpó de Baviera (Microtus bavaricus) considerat extingit i que amb l'aparició d'alguns exemplars passa a la categoria de perill crític.
La Llista Vermella de la UICN és l'inventari més complet de l'estat de conservació de les espècies de la fauna i la flora a escala mundial; en la seva edició de 2008 registrava 16.928 espècies amenaçades. Això implica que, aproximadament, el 40% de les espècies estaven amenaçades.
A Espanya es publiquen també catàlegs propis d'espècies amenaçades, tant de caràcter estatal com autonòmic; en total hi ha unes 1.200 espècies amenaçades. De les espècies animals peninsulars, la més amenaçada és el linx ibèric (Lynx pardinus).

## Estat de conservació
L'estat de conservació d'una espècie és un indicador de la probabilitat que aquesta espècie amenaçada no visqui. Es tenen en compte molts factors a l'hora de determinar l'estat de conservació d'una espècie; no només el nombre d'exemplars que en queden, sinó l'augment o la reducció de les poblacions al llarg del temps, la taxa d'èxit en la cria, les amenaces conegudes, etc. La Llista Vermella de la UICN és el llistat més conegut d'estats de conservació.
A escala internacional, 194 països han signat un acord per crear Plans d'Acció per a la Biodiversitat per protegir espècies amenaçades i en perill.

### Espècies amenaçades de la Llista Vermella de la UICN

Les espècies amenaçades de la Llista Vermella de la UICN formen una categoria específica d'espècies amenaçades, i poden incloure espècies en perill crític.

La Llista Vermella de la UICN utilitza el terme "espècie amenaçada" com una categoria específica d'amenaça, i no com a terme general. Segons les Categories i Criteris de la UICN, "espècie amenaçada" és un grau intermedi entre "en perill crític" i "vulnerable". Les espècies "en perill crític" també poden ser comptabilitzades com a espècie amenaçada.
Les categories de la UICN inclouen:
- Extinta: l'últim membre del grup ha mort, o es presumeix més enllà d'un dubte raonable que ha mort. En són exemples el llop marsupial,[6] el dodo,[7] el colom migratori o la foca monjo del Carib.
- Extinta en estat salvatge: en sobreviuen individus en captivitat, però no en queda cap població natural en llibertat. En són exemples el curaçao d'Alagoas i el tigre de la Xina meridional.
- En perill crític: corre un risc extremament elevat d'extinció en el futur immediat. En són exemples la tortuga de bosc d'Arakan, el rinoceront de Java, el bec de serra brasiler i el gavial.
- En perill: corre un risc molt alt d'extinció en el futur pròxim. En són exemples el rorqual blau, el panda gegant, la pantera de les neus, el gos salvatge africà, el tigre, l'albatros, l'àguila coronada americana i el cuó.
- Vulnerable: corre un risc alt d'extinció a mig terme. En són exemples el guepard, el gaur, el lleó, l'ós morrut, el golut o el manatí.
- Depèn de la conservació: l'espècie no es troba greument amenaçada, però depèn de programes de conservació. En són exemples la hiena tacada, el tauró lleopard i el caiman bru.
- Gairebé amenaçada: se la podria considerar amenaçada en el futur pròxim. En són exemples l'ànec de bec blau, l'àguila solitària, la llúdria del Camerun i el llop de crinera.
- Risc mínim: no hi ha cap amenaça immediata per a la supervivència de l'espècie; en són exemples la rata comuna, Callitropsis nootkatensis, el tudó i la foca de Groenlàndia.

De fet, la UICN quantifica les categories En perill crític, En perill i Vulnerable com les categories que inclouen les espècies amenaçades.

### En perill crític
Una espècie es troba en perill crític quan corre un risc extremament elevat d'extinció en el futur immediat. Segons els criteris prevists per la UICN, aquest fet es dona quan es compleix algun dels següents criteris (de forma esquemàtica):
- Població: s'observa una reducció de la població observada, estimada, inferida o sospitada igual o major al 80% en un període de 10 anys o tres generacions, sigui quin sigui el període més llarg (fins a un màxim de 100 anys en el futur).
- Distribució geogràfica: extensió de la presència estimada menor a 100 km² o bé que l'àrea d'ocupació és estimada en menys de 10 km².
- Si s'estima que la Població adulta és menor a 50 individus.

### Amenaçada
Una espècie es troba amenaçada quan corre un risc molt alt d'extinció en el futur pròxim. Segons els criteris prevists per la UICN, aquest fet es dona quan es compleix algun dels següents criteris (de forma esquemàtica):
- Població: s'observa una reducció de la població observada, estimada, inferida o sospitada igual o major al 50% en un període de 10 anys o tres generacions, sigui quin sigui el període més llarg (fins a un màxim de 100 anys en el futur).
- Distribució geogràfica: extensió de la presència estimada menor a 5.000 km² o bé que l'àrea d'ocupació és estimada en menys de 500 km².
- Si s'estima que la Població adulta és menor a 250 individus.

### Vulnerable
Una espècie és vulnerable quan corre un risc alt d'extinció a mig terme. Segons els criteris prevists per la UICN, aquest fet es dona quan es compleix algun dels següents criteris (de forma esquemàtica):
- Població: s'observa una reducció de la població observada, estimada, inferida o sospitada igual o major al 30% en un període de 10 anys o tres generacions, sigui quin sigui el període més llarg (fins a un màxim de 100 anys en el futur).
- Distribució geogràfica: extensió de la presència estimada menor a 20.000 km² o bé que l'àrea d'ocupació és estimada en menys de 2.000 km².
- Si s'estima que la Població adulta és menor a 1.000 individus.

## Biologia de la conservació
La biologia de la conservació és una recent disciplina científica de síntesi que va sorgir a la dècada del 70, i amb més força en la del 80, com a resposta a la imminent pèrdua de la diversitat biològica. S'ocupa d'explorar les causes de la disminució i la raresa de les espècies i què es pot fer per disminuir els problemes de les poblacions amenaçades.
És una disciplina àmplia, que necessita contribucions de camps tan diferents com l'ecologia, la genètica, la biogeografia, la biologia del comportament, les ciències polítiques, la sociologia, l'antropologia, etc.
Hi ha tres principis que guien la biologia de la conservació:
- L'evolució és l'únic mecanisme capaç d'explicar els patrons de biodiversitat que veiem en el món avui, pel que les respostes als problemes de conservació han de ser desenvolupades dins d'un marc evolutiu.
- El món ecològic és dinàmic i no es manté en equilibri (almenys no indefinidament), i la regulació de l'estructura i el funcionament dels ecosistemes és portada a terme sovint per processos externs.
- Els éssers humans són i continuaran sent part dels sistemes ecològics, de manera que la presència humana ha de ser inclosa en el planejament de la conservació.

El camp de la biologia de la conservació està avançant en dos fronts recolzats per dos conjunts d'idees que se superposen en part. Aquests dos enfocaments han estat anomenats «els dos paradigmes de la conservació»: el Paradigma de les Poblacions Petites, i el Paradigma de la Disminució Poblacional. El primer es refereix als riscs d'extinció inherents a mides poblacionals petites, que són fonamentalment resultat d'un increment en l'exposició a estocasticitat demogràfica i ambiental, i a la pèrdua de variabilitat genètica. El segon s'ocupa dels processos pels quals el risc d'extinció de les poblacions s'incrementa per raons alienes a aquestes, i de com pal·liar-los. És a dir, tracta sobre els agents que porten a la disminució poblacional.

## Programes de cria en captivitat
La cria en captivitat és el procés que consisteix a criar espècies rares o amenaçades en medis restringits controlats pels humans, com per exemple reserves naturals, parcs zoològics o altres instal·lacions de conservació.
Aquesta tècnica ha estat utilitzada amb molt d'èxit amb algunes espècies des de fa un temps. Probablement, els exemples més antics de reproducció en captivitat eren les ménageries dels sobirans europeus i asiàtics, sent-ne un exemple el cérvol del Pare David. Tanmateix, les tècniques de cria en captivitat solen ser difícils d'implementar per les espècies molt mòbils, com alguns ocells (ex., les grues) i peixos (Tenualosa ilisha) migratoris. A més, si la població criada en captivitat és massa petita, es pot produir consanguinitat a causa de la reducció del patrimoni gènic; això pot fer que la població manqui d'immunitat a certes malalties.

## Galeria

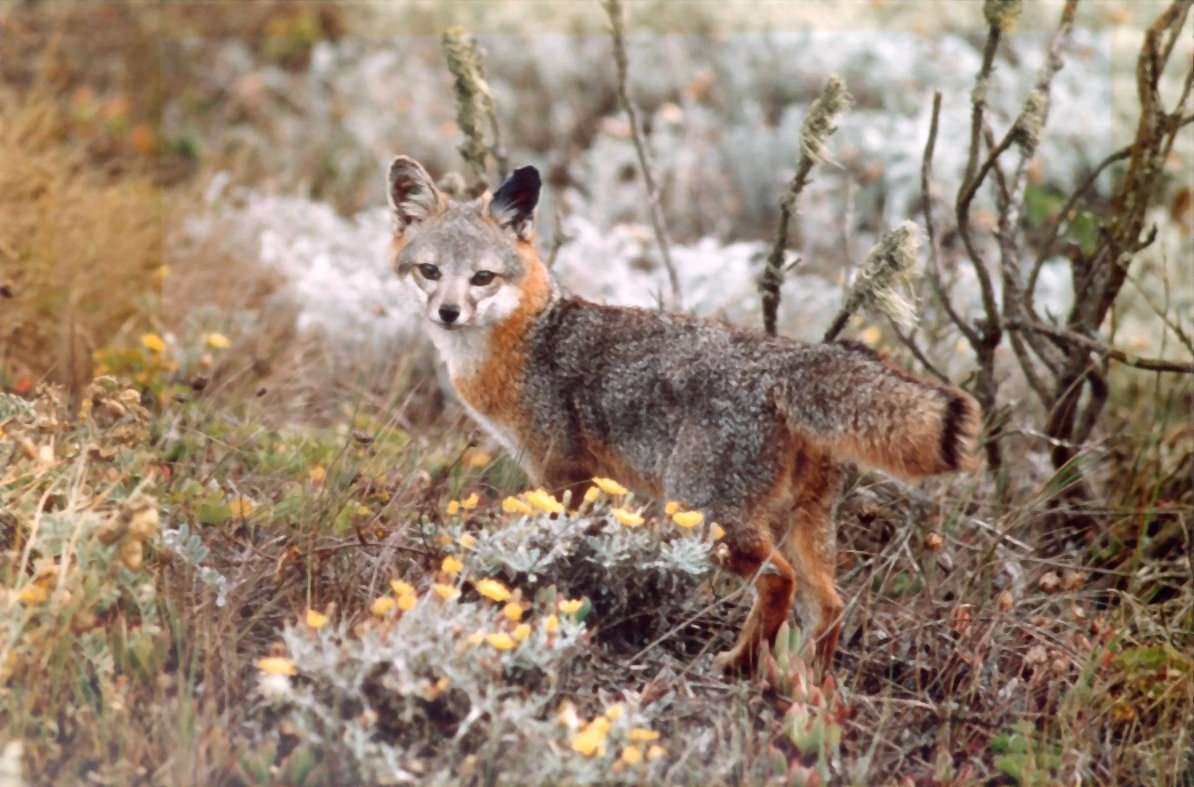
La guineu grisa de les illes Santa Bàrbara està amenaçada
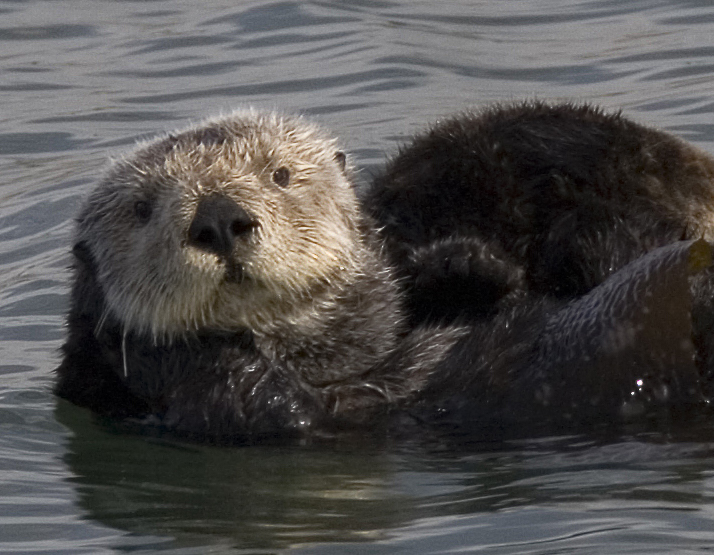
La llúdria marina està amenaçada
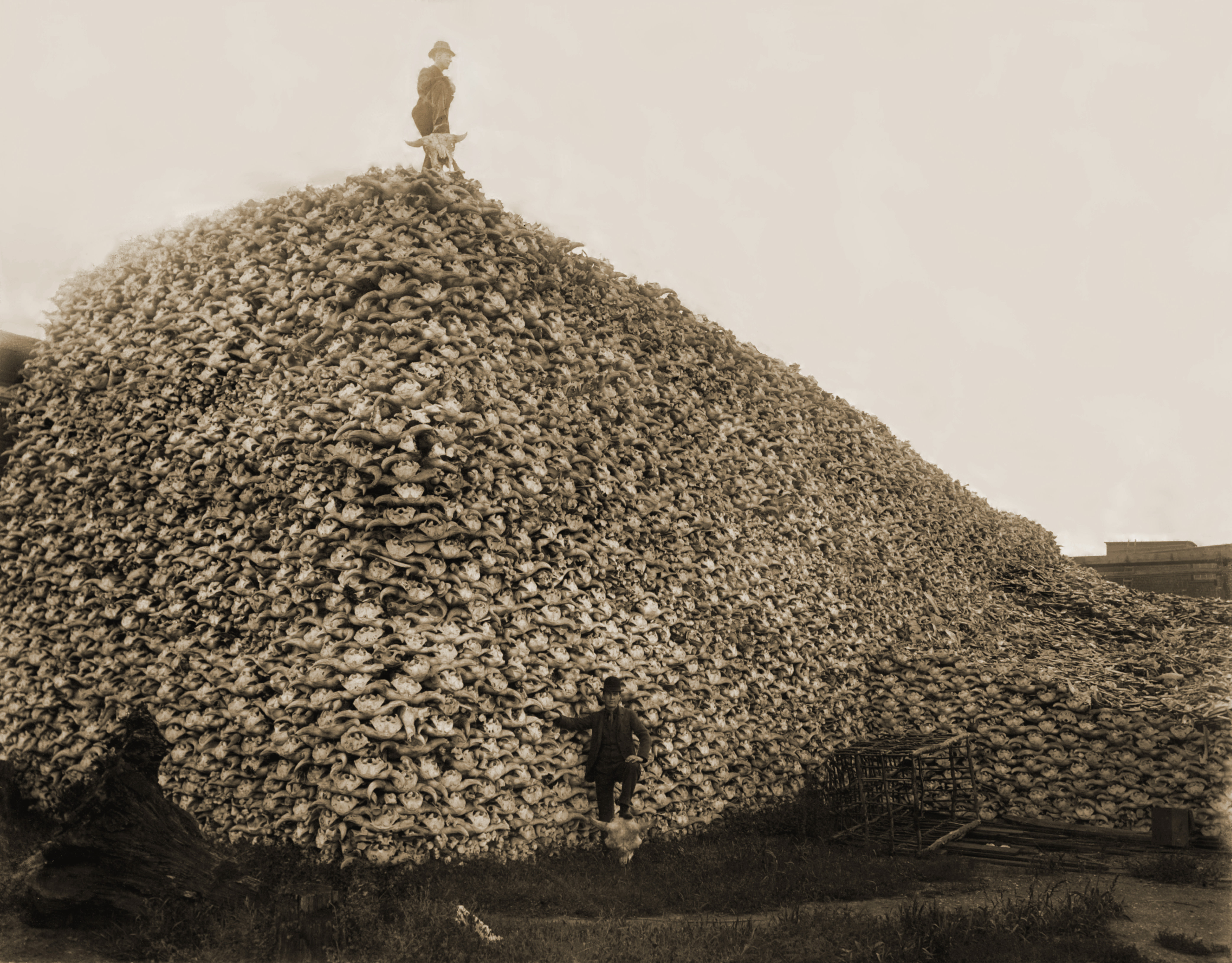
Pila de cranis de bisó americà. El 1890 només en quedaven 750 a causa d'una sobrecaça per motius econòmics.
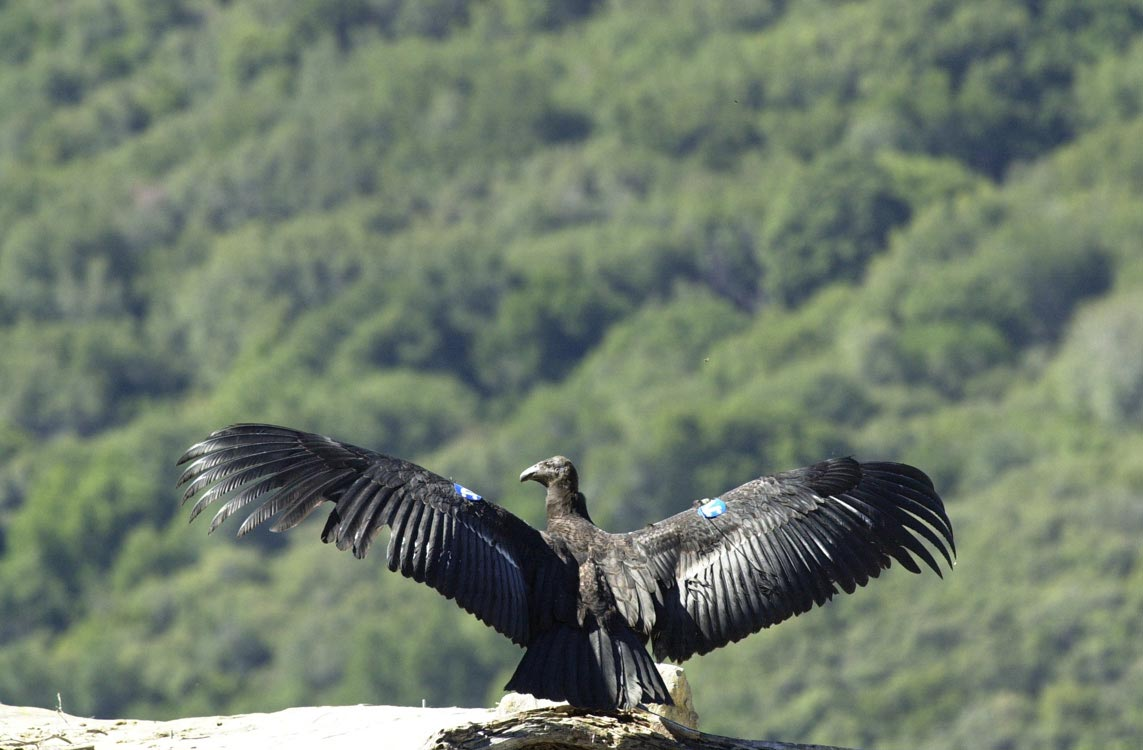
Cria de còndor de Califòrnia
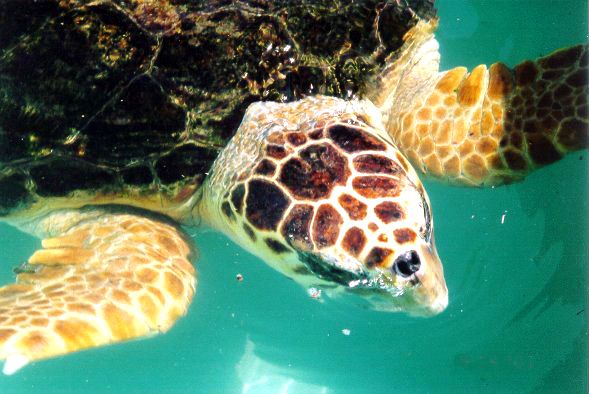
Tortuga careta o tortuga babaua
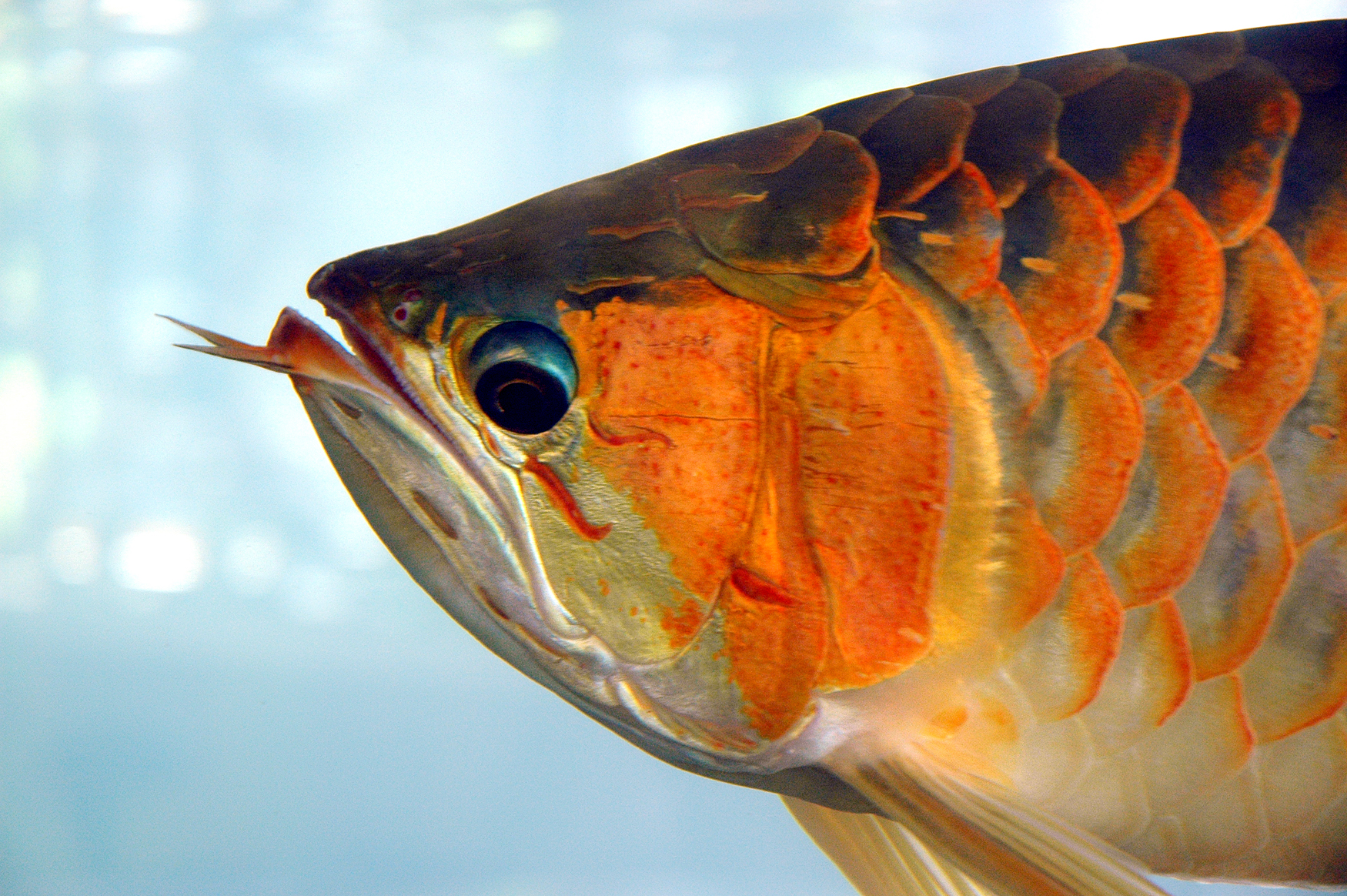
Scleropages formosus o Arowana
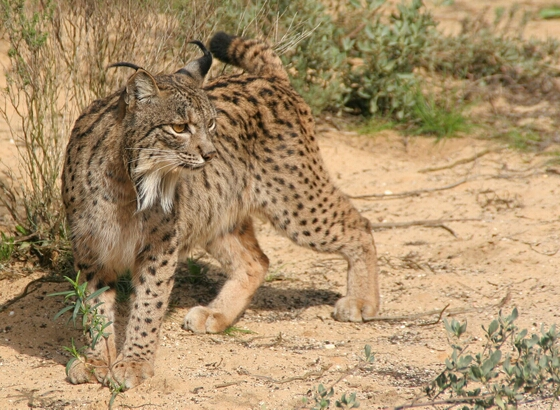
Un linx ibèric, el mamífer més amenaçat d'Europa

## La sisena extinció
L'extinció de l'Holocè o Sisena extinció és un nom donat a l'extinció sostinguda i generalitzada d'espècies que passa en l'últim període geològic, l'Holocè. L'extinció abasta des del mamut fins al dodo, incloent-hi incomptables espècies que desapareixen cada any.
L'extinció massiva de l'Holocè comprèn la notòria desaparició de mamífers grans, coneguts com a megafauna, prop del final de l'última glaciació entre 9.000 i 13.000 anys enrere. Aquestes desaparicions s'han considerat a conseqüència del canvi climàtic, com a resultat de la disseminació i proliferació de l'humà modern, o ambdues.
Aquestes extincions impliquen a moltes famílies de plantes i animals. A l'inici de l'Holocè, després de l'última glaciació, es tracta principalment dels continents i illes recentment conquerides per l'Homo sapiens les que van veure desaparèixer les seves principals espècies. Des de principis del segle xix, i en acceleració constant des del decenni de 1950, les desaparicions impliquen a espècies de totes les mides, i es produeixen principalment en les selves tropicals, que tenen una gran biodiversitat. L'actual taxa d'extinció és de 100 a 1000 vegades la mitjana trobat a la història natural de l'evolució del planeta i el 2007 la Unió Internacional per la Conservació de la Natura considera que una espècie d'ocells de cada vuit, una de mamífers de cada quatre, una d'amfibis de cada tres i el 70% de totes les plantes estan en perill.

## El factor humà

### Petjada ecològica
La petjada o empremta ecològica és un concepte que sintetitza l'impacte de l'activitat humana sobre el medi mitjançant un valor de superfície, expressant les hectàrees de terreny que és necessari cultivar per proveir-nos d'aliments, per tenir un habitatge, per escalfar-nos, per desplaçar-nos a treballar o estudiar, per anar de vacances, per consumir tota mena de productes, etc. El seu objectiu fonamental consisteix a avaluar l'impacte sobre el planeta d'un determinat mode de vida i, consegüentment, del seu grau de sostenibilitat.
Segons l'informe planeta viu 2008, publicat el 28 d'octubre de 2008, adverteix que estem consumint els recursos que sustenten aquests serveis massa ràpid, a major velocitat que el temps que
cal per renovar. L'estudi mostra que en els darrers 35 anys, s'ha perdut gairebé un terç de la vida silvestre de la Terra. La nostra empremta global ara excedeix en gairebé un 30% la capacitat del planeta de regenerar. Si les nostres demandes al Planeta continuen a aquest ritme, a mitjans de la dècada de 2030 estima que serà necessari l'equivalent a dos planetes per mantenir el nostre estil de vida. L'informe indica que les espècies silvestres i els ecosistemes estan sota pressió en tots els biomes i en totes les regions del món. Les amenaces antropogèniques directes a la biodiversitat sovint s'agrupen en cinc categories: pèrdua, fragmentació o canvi d'hàbitat (especialment a causa de l'agricultura), sobreexplotació d'espècies (especialment a causa de la pesca i la caça), contaminació, disseminació d'espècies o gens invasors, i canvi climàtic.

### El comerç
S'estima que anualment el comerç internacional de vida silvestre s'eleva a milers de milions de dòlars i afecta centenars de milions d'espècimens d'animals i plantes. El comerç és molt divers, des dels animals i plantes vives fins a una àmplia gamma de productes de vida silvestre derivats d'aquests, com els productes alimentaris, els articles de cuir d'animals exòtics, els instruments musicals fabricats amb fusta, la fusta, els articles de record per als turistes i les medicines. Els nivells d'explotació d'alguns animals i plantes són elevats i el seu comerç, juntament amb altres factors, com la destrucció de l'hàbitat, és capaç de minvar considerablement les seves poblacions i fins i tot fer que algunes espècies estiguin a la vora de l'extinció.
Aquest fet va portar a la dècada de 1960 a obrir un debat internacional sobre la reglamentació del comerç de vida silvestre en favor de la conservació. El CITES va sorgir d'una resolució adoptada el 1963 per membres de la Unió Internacional per a la Conservació de la Natura (UICN); el seu text fou acordat per representants de 80 països el 3 de març de 1973 a Washington DC, i es va començar a aplicar l'1 de juliol de 1975.
La CITES (Convenció sobre el Comerç Internacional d'Espècies Amenaçades de Fauna i Flora Silvestres) és un acord internacional concertat entre els governs. Té per finalitat vetllar perquè el comerç internacional d'espècimens d'animals i plantes silvestres no constitueixi una amenaça per a la seva supervivència. A octubre de 2008, té 173 membres.
En general, la legislació CITES regula la importació, exportació, introducció a la Unió Europea, reexportació d'animals (fauna) i plantes (flora), vius o morts, així com les seves parts o derivats, mitjançant un sistema d'autoritzacions, permisos i certificats que s'expedeixen.
Els Estats membres de la Unió Europea, en aplicació del Reglament (CE) 338/97, han de desenvolupar legislacions nacionals que sancionin l'incompliment de les disposicions reglamentàries CITES. A Espanya s'ha introduït el comerç d'espècies protegides en el codi penal: incorreran en delicte de contraban si el valor dels béns sigui igual o superior a 18.030,36 euros, i en infracció administrativa si el valor és inferior a aquesta quantitat.

## A Catalunya
A Catalunya, hi conflueix una gran riquesa d'espècies amb una alta concentració d'impactes i pressions que n'amenacen la conservació. El repte és revertir aquest grau d'amenaça. Els plans de recuperació i conservació, i accions concretes com les reintroduccions, contribueixen efectivament a recuperar les espècies amenaçades:
- El trencalòs (Gypaetus barbatus) va ser la primera espècie per a la qual es va aprovar un pla de recuperació a Catalunya, l'any 1994. El pla té per objectiu potenciar la capacitat reproductora de l'espècie, reduir-ne la taxa de mortalitat, facilitar la recolonització d'antics territoris i mantenir la qualitat natural dels seus hàbitats. Dels 2 territoris al Prepirineu i les 2 parelles reproductores identificats l'any 1980, s'ha passat a uns 40 territoris.[28]

- El xoriguer petit (Falco naumanni) és el rapinyaire diürn més petit de Catalunya, catalogat per la UICN com a espècie amenaçada a escala mundial. Típica d'espais oberts, és una espècie migradora que retorna cada any a Catalunya en època de cria. Habitava principalment les zones cerealistes de la plana de Lleida i l'Empordà, encara que també se’l trobava a Barcelona i al Bages. Es va extingir el 1986, però durant la dècada dels 90 es va reintroduir amb exemplars de cria en captivitat procedents del Centre de Recuperació de Fauna Salvatge de Torreferrussa. Des d'aleshores se n'han alliberat entre 50 i 150 exemplars cada any, i se n'ha restablert una nova població a Catalunya, amb més d'un centenar de parelles, principalment a la Noguera i l'Alt Empordà. Malgrat tot, l'espècie pateix problemes de depredació, i això obliga a continuar gestionant el seu hàbitat per fer-la viable.

- El tritó del Montseny (Calotriton arnoldi), espècie descoberta recentment, té una única població mundial, d'uns 1.500 exemplars, concentrats en alguns pocs trams de diverses rieres del massís del Montseny. Es tracta d'una espècie endèmica d'aquest massís i de les més amenaçades, catalogada per la UICN en “perill crític d'extinció”.